# 로랑 급수
로랑 급수(Laurent級數, 영어: Laurent series)는 정칙함수에 대한, 테일러 급수를 일반화한 급수이다. 테일러 급수와 달리 음의 지수의 항을 가질 수 있고, 고립 특이점을 갖는 함수를 급수로 전개할 때에도 쓸 수 있다.

## 역사
피에르 알퐁스 로랑이 1843년에 발표하였다.

## 정의
환영역(영어: annular domain) {\displaystyle R(z_{0},a,b)}는 다음과 같은 집합이다.
{\displaystyle R(z_{0},a,b)=\{z\in \mathbb {C} \colon a<|z-z_{0}|<b\}}
어떤 함수 {\displaystyle f\colon R(z_{0},a,b)\to \mathbb {C} }가 환영역 {\displaystyle R(z_{0},a,b)}에서 정칙함수라고 하자. 그렇다면 이 환영역에서 {\displaystyle f}의 로랑 급수는 다음과 같은 꼴의 급수이다.
{\displaystyle f(z)=\sum _{n=-\infty }^{\infty }c_{n}(z-z_{0})^{n}}
여기서, 차수가 음이 아닌 부분
{\displaystyle \sum _{n=0}^{\infty }c_{n}(z-z_{0})^{n}}
을 로랑 급수의 해석부분(解析部分, 영어: analytic part), 차수가 음수인 부분
{\displaystyle \sum _{k=1}^{\infty }c_{-k}(z-z_{0})^{-k}}
을 로랑 급수의 주부분(主部分, 영어: principal part)이라고 부른다.
로랑 급수의 계수 {\displaystyle c_{n}}은 코시 적분공식에 의하여 주어진다.
{\displaystyle c_{n}={\frac {1}{2\pi i}}\oint _{C}{\frac {f(z)}{(z-z_{0})^{n+1}}}\,dz}
여기서 폐곡선 {\displaystyle C}는 환영역 안에 존재하는 임의의 양의 방향의 단순 닫힌 경로(감김수(영어: winding number)가 1인 폐곡선)이다.

## 로랑 급수의 수렴
주어진 로랑 급수의 경우, 로랑 급수가 균등수렴하는 최대 환영역 {\displaystyle R(z_{0},a,b)}의 안·밖 반지름 {\displaystyle a,b}는 다음과 같다.
{\displaystyle a=\limsup _{n\to \infty }|a_{-n}|^{1/n}}
{\displaystyle 1/b=\limsup _{n\to \infty }|a_{n}|^{1/n}}
환영역의 경계에서는 로랑 급수의 수렴 여부는 불분명하다.

## 성질
주어진 환영역 위에서, 로랑 급수는 유일하며, 그 계수는 코시 적분공식에 의하여 주어진다. 그러나 복잡한 정의역을 갖는 정칙함수의 경우, 정의역의 서로 다른 환영역 부분집합에서 서로 다른 로랑 급수가 존재할 수 있다.
예를 들어, 정칙함수
{\displaystyle f(z)={\frac {1}{(z-1)(z-2i)}}}
를 {\displaystyle z=0} 근처에서 전개한다고 하자. 이 경우, 정의역
{\displaystyle \mathbb {C} \setminus \{1,2i\}}
에 다음과 같은 환영역들을 정의할 수 있다.
- {\displaystyle R(0,0,1)}
- {\displaystyle R(0,1,2)}
- {\displaystyle R(0,2,\infty )}

이 세 환영역에서 로랑 급수는 각각 다음과 같다.
- {\displaystyle f(z)={\frac {1+2i}{5}}\sum _{k=0}^{\infty }\left({\frac {1}{(2i)^{k+1}}}-1\right)z^{k}}
- {\displaystyle f(z)={\frac {1+2i}{5}}\left(\sum _{k=1}^{\infty }{\frac {1}{z^{k}}}+\sum _{k=0}^{\infty }{\frac {1}{(2i)^{k+1}}}z^{k}\right)}
- {\displaystyle f(z)={\frac {1+2i}{5}}\sum _{k=1}^{\infty }{\frac {1-(2i)^{k-1}}{z^{k}}}}

이 세 로랑 급수는 각각 서로 겹치지 않는 환영역에서 정의되며, 이 속에서 수렴하지만 환영역이 다르므로 서로 다른 급수이다.

## 같이 보기
- 테일러 급수
- 코시 적분공식
- 특이점
- 유수
- 코시 부등식
- 리우빌 정리
- 해석적 연속
- 푸리에 급수
- 형식적 로랑 급수

## 참고 문헌
Kreyszig, Erwin (1999). 《Advanced Engineering Mathematics 8th ed.》. John Wiley & Sons, INC. ISBN 0-471-15496-2.